# Видмер, Маркус
Ма́ркус Ви́дмер (нем. Markus Widmer) — швейцарский кёрлингист
В составе мужской сборной Швейцарии участник чемпионата мира 1997. Чемпион Швейцарии среди мужчин (1997). Чемпион мира и Швейцарии среди юниоров (1990).
Играл на позиции второго и третьего.

## Достижения
- Чемпионат Швейцарии по кёрлингу среди мужчин: золото (1997)[2].
- Чемпионат мира по кёрлингу среди юниоров: золото (1990).
- Чемпионат Швейцарии по кёрлингу среди юниоров: золото (1990).

## Команды
| Сезон   | Четвёртый     | Третий           | Второй          | Первый           | Запасной      | Турниры                      |
| ------- | ------------- | ---------------- | --------------- | ---------------- | ------------- | ---------------------------- |
| 1989—90 | Штефан Трауб  | Andreas Östreich | Маркус Видмер   | Roland Müggler   |               | ЧШЮ 1990 · ЧМЮ 1990          |
| 1996—97 | Патрик Нетцер | Маркус Видмер    | Дамиан Грихтинг | Фабиан Буркхардт | Тобиас Трейер | ЧШМ 1997 · ЧМ 1997 (7 место) |

(скипы выделены полужирным шрифтом)